# Harrison Schmitt
Harrison Hagan "Jack" Schmitt, född 3 juli 1935, är en amerikansk astronaut uttagen i astronautgrupp 4 den 28 juni 1965. Han var den tolfte mannen att gå på månen.
Han är från början geolog och avlade 1964 doktorsexamen i geologi vid Harvard University. Schmitt var republikansk senator för New Mexico 1977–1983. Han kandiderade till omval efter en mandatperiod i senaten men förlorade mot demokraten Jeff Bingaman.

## Eftermäle
Asteroiden 7749 Jackschmitt är uppkallad efter honom.

## Rymdfärder
- Apollo 17

## Rymdfärdsstatistik
| Färd      | Datum (UTC)          | Tid       | EVA      | LEVA     |
| --------- | -------------------- | --------- | -------- | -------- |
| Apollo 17 | 7 - 19 december 1972 | 301:51:58 | 00:00:00 | 22:05:00 |
| Totalt    | Totalt               | 301:51:58 | 00:00:00 | 22:05:00 |